# Rockcastle County
Rockcastle County is een county in de Amerikaanse staat Kentucky.
De county heeft een landoppervlakte van 822 km² en telt 16.582 inwoners (volkstelling 2000). De hoofdplaats is Mount Vernon.

## Bevolkingsontwikkeling

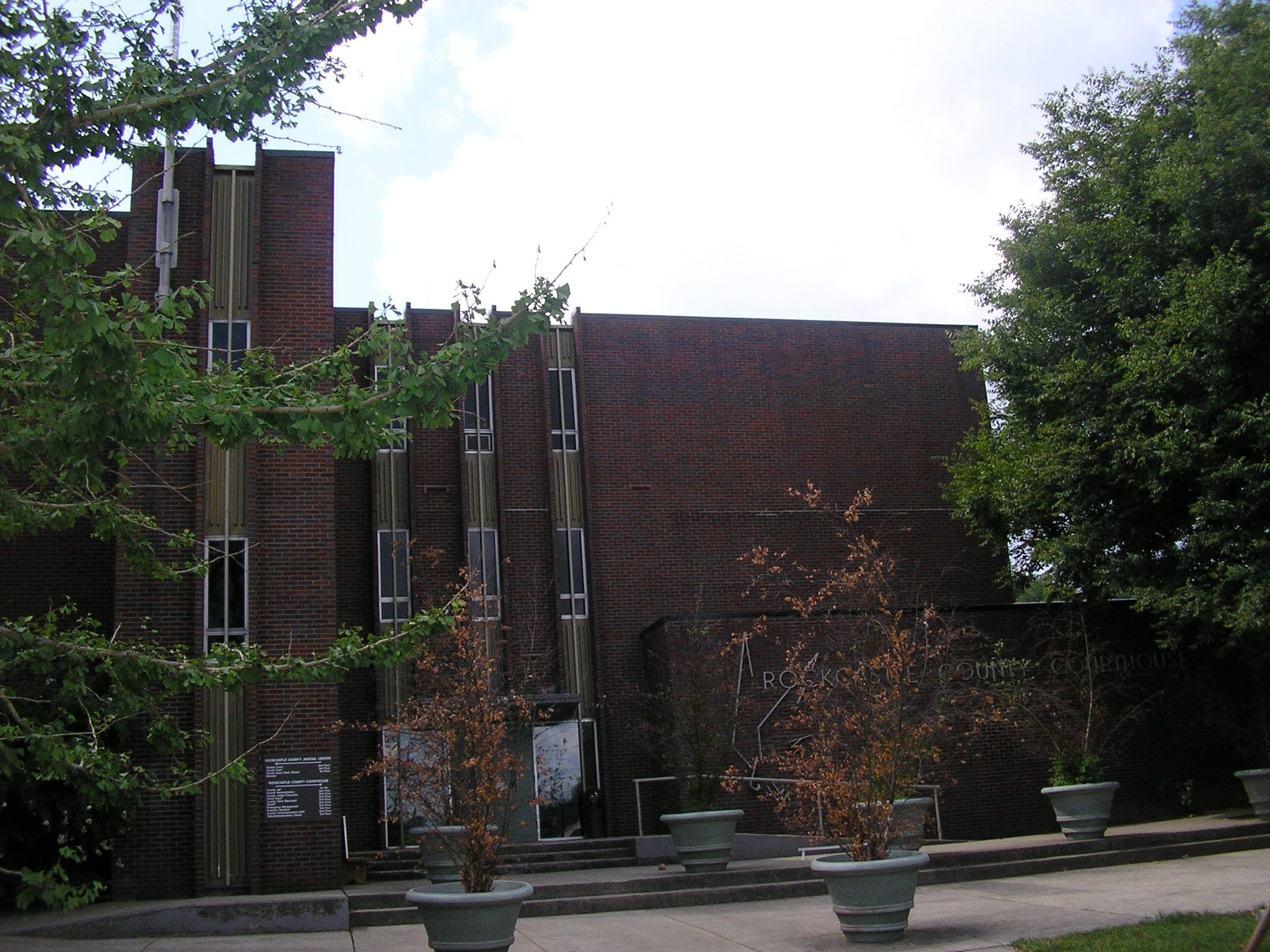
Rockcastle County Courthouse